# Wasilij Polenow

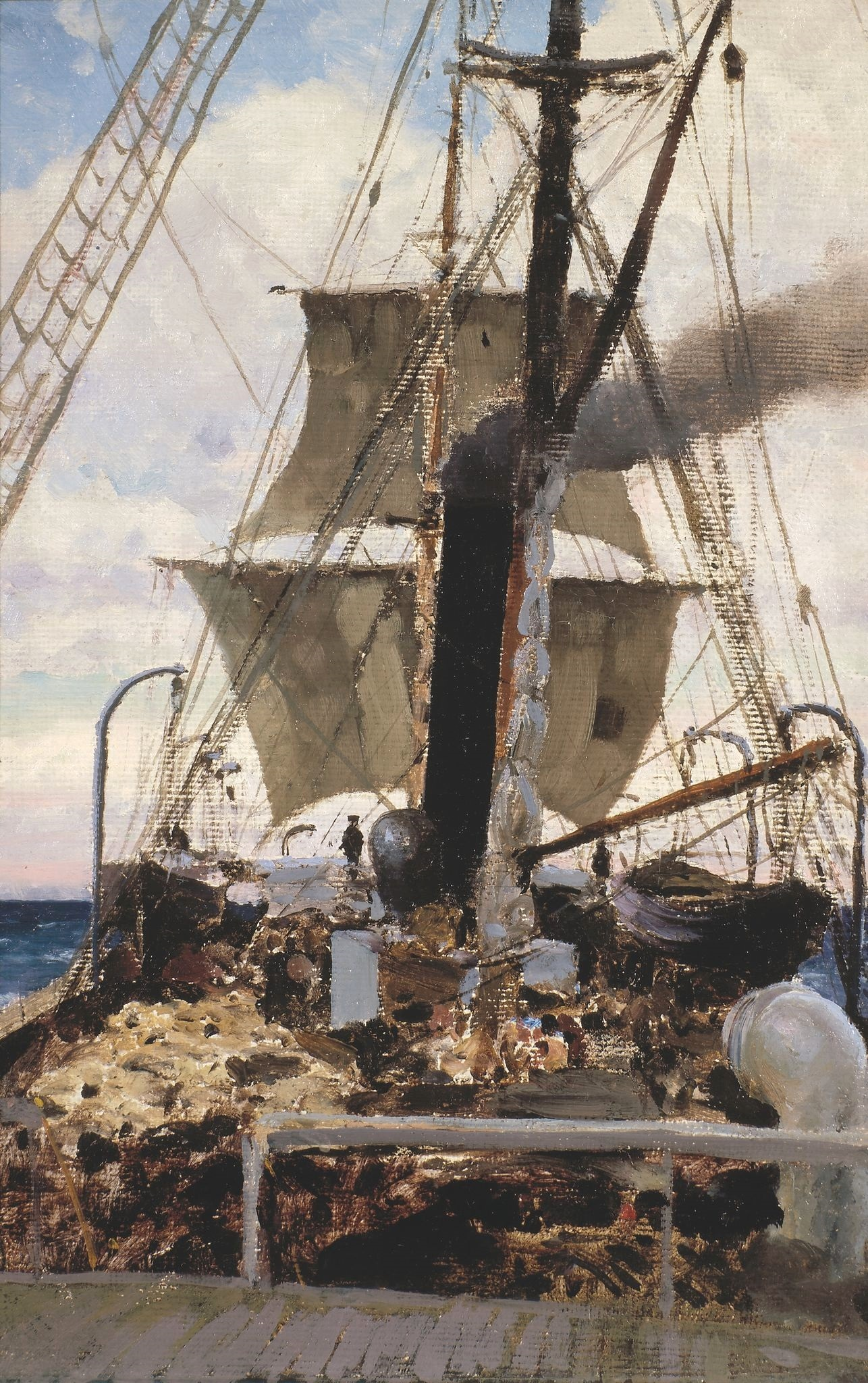
Parowiec Korniłow

Wasilij Dmitrijewicz Polenow (ros. Василий Дмитриевич Поленов, ur. 20 maja?/1 czerwca 1844 w Petersburgu, zm. 18 lipca 1927 w majątku Borok koło miasta Tuła) – rosyjski malarz, ukończył studia w Akademii Sztuk Pięknych w Petersburgu. Był wykładowcą w Moskiewskiej Szkole Malarstwa, Rzeźby i Architektury. Tworzył realistyczne portrety, sceny historyczne, religijne, rodzajowe oraz pejzaże.

## Życiorys
Po ukończeniu gimnazjum w Pietrozawodsku rozpoczął studia w Cesarskiej Akademii Sztuk Pięknych w Petersburgu u Pawła Czistiakowa.
W roku 1869 otrzymał złoty medal za obraz „Hiob i jego przyjaciele” (Иов и его друзья), w następnym roku drugi złoty medal za obraz „Chrystus wskrzeszający córkę Jaira” (Христос воскрешает дочь Иаира).
W roku 1872 ukończył równoległe studia na Wydziale Prawa Uniwersytetu Petersburskiego, a następnie wyruszył na wędrówkę po Europie. Odwiedził Wiedeń, Monachium, Wenecję, Florencję i Neapol, zamieszkał na dłużej w Paryżu. W roku 1876 powrócił do Rosji i wkrótce wyruszył na front wojny rosyjsko-tureckiej jako nadworny malarz cesarza Aleksandra III. W roku 1884 wyruszył do Turcji, Palestyny, Syrii i Egiptu.
Po powrocie przyłączył się do grupy Pieriedwiżników. Zajmował się również scenografią teatralną.
W latach 1882–1895 wykładał w Moskiewskiej Szkole Malarstwa, Rzeźby i Architektury. Do jego uczniów należeli m.in. Isaak Lewitan i Konstantin Korowin.